# Endless Wire
| Críticas profissionais | Críticas profissionais |
| Avaliações da crítica  | Avaliações da crítica  |
| Fonte                  | Avaliação              |
| ---------------------- | ---------------------- |
| Rolling Stone          | link                   |

Endless Wire é o décimo primeiro álbum de estúdio do The Who, seu primeiro de inéditas desde It's Hard, de 1982. O álbum deveria ter saído no final de 2005 sob o título WHO2. Seu lançamento foi adiado para o segundo semestre de 2006 devido aos compromissos do baterista Zak Starkey com o Oasis na gravação de Don't Believe the Truth e sua subsequente turnê de divulgação.
Endless Wire foi lançado nos Estados Unidos em 30 de outubro de 2006 e no Reino Unido em 31 de outubro, estreando na sétima colocação nas paradas da Billboard.

## História do álbum
A maioria das informações referentes ao desenvolvimento de Endless Wire vieram do site oficial de Pete Townshend. Em 21 de março de 2005, ele anunciou oficialmente o adiamento do álbum inédito do Who. Em 24 de dezembro do mesmo ano, ele divulgou que seu empresário Bill Curbishley introduzira uma "química excelente" que permitiria que a banda entrasse em turnê no verão de 2006 para divulgar o novo material, mesmo se Townshend ainda não tivesse "trinta faixas completas prontas pra sair do forno". Em 20 de março de 2006, Daltrey disse em entrevista à NME que ele e Townshend estavam fazendo progresso com a gravação do álbum e que o guitarrista havia escrito uma canção sobre a Síndrome de Estocolmo, intitulada "Black Widow's Eyes". Daltrey disse também que Townshend assumiria parte das gravações do baixo.
Em 28 de março, Townshend anunciou através de seu diário on-line que uma mini-ópera, intitulada The Glass Household, formava agora o núcleo do álbum. Ele anunciou também planos de lançar uma versão reduzida da ópera para dali há alguns meses, antes do lançamento do álbum completo. Seu texto confirmava inclusive a formação atual da banda: Pino Palladino no baixo, Pete Townshend na guitarra, seu irmão Simon nos backing vocals e John "Rabbit" Bundrick no teclado. Peter Huntington, integrante da banda de Rachell Fuller, acabou participando da gravação pois Zak Starkey ainda se encontrava em turnê com o Oasis.
Em 9 de abril de 2006, Townshend divulgou que a versão reduzida de The Glass Household fora apresentada aos executivos da Polydor, e a data de lançamento agendada para junho, com uma turnê pela Europa em seguida e o álbum inédito em setembro. Em 3 de maio, Townshend postou em seu diário que a masterização do novo EP, intitulado Wire & Glass, estava completa, e que as faixas logo seriam enviadas à Polydor. Ele antecipou que em duas semanas o The Who daria início aos ensaios para a turnê, durante os quais a gravação do álbum seria finalizada por Roger Daltrey.
Em 6 de setembro a lista de canções do álbum foi divulgada no site de Townshend, seguida por um comunicado à imprensa no dia 27, com comentários faixa-a-faixa por Pete. Em 3 de outubro, "It's Not Enough", o primeiro single do álbum, foi disponibilizada nos sites artistdirect.com e iTunes, juntamente com "Tea & Theatre. Dias depois a Polydor colocou no ar um site dedicado ao álbum, com "We Got A Hit", "Endless Wire", "It's Not Enough", "Black Widow's Eyes", "Mike Post Theme" e "Man In A Purple Dress" disponíveis para audição online, até que no dia 23 todo o álbum foi disponibilizado em stream no site music.aol.com. A partir daí, e antes mesmo de seu lançamento oficial, Endless Wire passou a ser amplamente pirateado pela internet.
Além do CD simples, foram lançadas duas versões especiais: uma contendo um DVD bônus com cinco canções ao vivo ("Mike Post Theme", Baba O'Riley", "Who Are You", "Behind Blue Eyes" e "Won't Get Fooled Again") e outra com um CD ao vivo com canções gravadas no show em Lyon ("The Seeker", "Who Are You", "Mike Post Theme", "Relay", "Greyhound Girl", "Naked Eye" e "Won't Get Fooled Again").

## Músicos
Os únicos integrantes originais remanescentes da banda são Pete Townshend e Roger Daltrey. Keith Moon morreu em 1978 e John Entwistle em 2002. Kenney Jones, o segundo baterista do Who, deixou a banda em 1988. O lugar de Entwistle é ocupado atualmente por Pino Palladino. Zak Starkey, Peter Huntington e Pete Townshend tocam bateria no álbum. Starkey, o mais duradouro substituto de Moon, vêm se apresentando com o The Who desde 1996. Além deles, Simon Townshend (irmão de Pete) e Billy Nicholls providenciam os backing vocals para o álbum, com John "Rabbit" Bundrick nos teclados em algumas faixas.
Palladino trabalhou anteriormente em projetos solo de Townshend. Quando da morte repentina de Entwistle na véspera do início da turnê de 2002 do The Who pelos Estados Unidos, Palladino foi chamado e dali a alguns dias já estava se apresentando com a banda, permanecendo com eles desde então e participando da gravação da faixa "Old Red Wine" em 2004 para a coletânea Then And Now.

## Faixas
Todas as canções por Pete Townshend, exceto onde especificado em contrário.
1. "Fragments" (Townshend, Lawrence Ball) - 3:58
2. "A Man in a Purple Dress" - 4:14
3. "Mike Post Theme" - 4:28
4. "In the Ether"  - 3:35
5. "Black Widow's Eyes" - 3:07
6. "Two Thousand Years" - 2:50
7. "God Speaks of Marty Robbins" - 3:26
8. "It's Not Enough" (Townshend, Rachel Fuller) - 4:02
9. "You Stand By Me" - 1:36
  - Wire & Glass: A Mini-Opera
10. "Sound Round" - 1:21
11. "Pick Up the Peace" - 1:28
12. "Unholy Trinity" - 2:07
13. "Trilby's Piano" - 2:04
14. "Endless Wire" - 1:51
15. "Fragments of Fragments" (Townshend, Ball) - 2:23
16. "We Got a Hit" - 1:18
17. "They Made My Dream Come True" - 1:13
18. "Mirror Door" - 4:14
19. "Tea & Theatre" - 3:24
20. "We Got a Hit" (versão estendida) - 3:03
21. "Endless Wire" (versão estendida) - 3:03

### DVD bônus: Live at Lyon
Gravado no Amphithéâtre de Vienne, França, em 17 de julho de 2006.
1. "I Can't Explain" - 3:04
2. "Behind Blue Eyes" - 4:39
3. "Mike Post Theme" - 3:41
4. "Baba O'Riley" - 5:59
5. "Won't Get Fooled Again" - 10:03

### CD bônus: Live at Lyon
Gravado no Amphithéâtre de Vienne, França, em 17 de julho de 2006 e incluído como bônus na Europa, Ásia e nas lojas Best Buy nos Estados Unidos.
1. "The Seeker" - 2:36
2. "Who Are You" - 6:58
3. "Mike Post Theme" - 3:55
4. "Relay" - 7:40
5. "Greyhound Girl" - 3:04
6. "Naked Eye" - 8:26
7. "Won't Get Fooled Again/Old Red Wine" - 10:40

### Canções adicionais
Alem das dezenove faixas listadas mais acima, três canções foram ou consideras para inclusão no álbum ou supostamente gravadas mas deixadas de fora:
- "Ambition"

Composta em 1971 para o projeto Lifehouse, Pete estreou esta canção no programa In The Attic, apresentado por sua namorada Rachel Fuller e transmitido através do site intheattic.tv.
- "Uncertain Girl"

Outra canção divulgada pela primeira vez por Pete durante um dos episódios de In The Attic em 2006.
- "How Can I Help You, Sir?"

Em 18 de dezembro de 2005, Pete divulgou em seu site que estava trabalhando em uma demo desta canção e que ela seria apresentada a Roger para uma posterior gravação para o álbum, mas ela acabou ficando de fora.